# 蒙塞勒莱吕内维尔
蒙塞勒莱吕内维尔（法語：Moncel-lès-Lunéville，法語發音：[mɔ̃sɛl lɛ lynevil]，意为“吕内维尔附近的蒙塞勒”）是法国默尔特-摩泽尔省的一个市镇，位于该省东南部，属于吕内维尔区。

## 地理
蒙塞勒莱吕内维尔（48°34'26"N, 6°31'44"E）面积21.94 平方千米，位于法国大東部大區默尔特-摩泽尔省，该省份为法国东北部内陆省份，是洛林的一部分，北邻比利时、卢森堡，北起顺时针与摩泽尔省、下莱茵省、孚日省和默兹省接壤。
与蒙塞勒莱吕内维尔接壤的市镇（或旧市镇、城区）包括：克鲁瓦马尔、弗兰布瓦、埃里梅尼勒、拉龙克斯、吕内维尔、马兰维莱、圣克莱芒、蒂耶博梅尼勒。

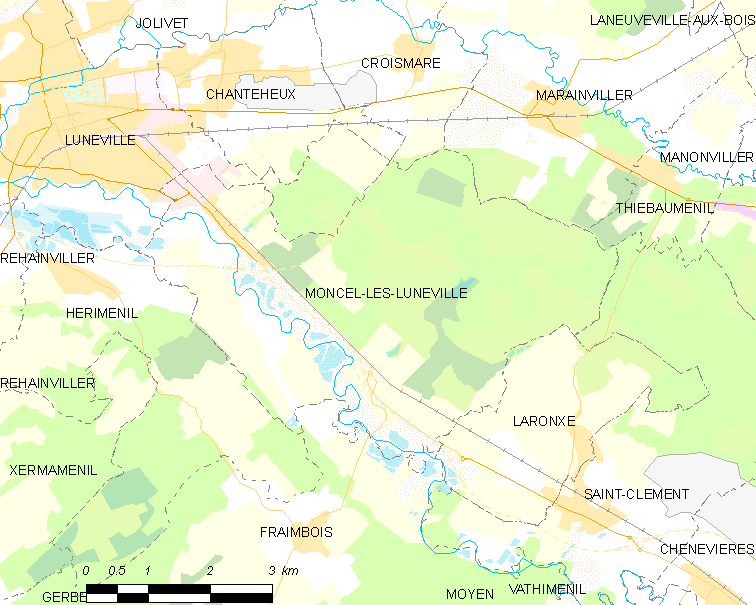
蒙塞勒莱吕内维尔的OSM定位图

蒙塞勒莱吕内维尔的时区为UTC+01:00、UTC+02:00（夏令时）。

## 行政
蒙塞勒莱吕内维尔的邮政编码为54300，INSEE市镇编码为54373。

## 政治
蒙塞勒莱吕内维尔所属的省级选区为吕内维尔第二县。

## 人口

1962-2008年间蒙塞勒莱吕内维尔人口变化图示

蒙塞勒莱吕内维尔于2022年1月1日时的人口数量为612人。